# 西西里
37°30′N 14°00′E / 37.500°N 14.000°E
西西里（義大利語：Sicilia，發音：[siˈtʃiːlja] ⓘ，發音：[sɪˈ(t)ʃiːlja] ⓘ）是意大利南部的一个岛屿，也是该国的一个特殊地位大区。西西里占地25,708平方公里，人口数为500万，是意大利最大的大区，同时也是地中海最大的岛。而西西里岛周邊几个中小型的岛屿也被纳入西西里区域范围。
在古代中國稱之為斯加里野，《諸蕃志》：「斯加里野國，近蘆眉國界，海嶼闊一千里，衣服、風俗、語音與蘆眉同。本國有山穴至深，四季出火，遠望則朝煙暮火，近觀則火勢烈甚，國人相與杠舁大石，重五百斤或一千斤抛擲穴中，須臾爆出，碎如浮石。」明朝萬曆年間意大利傳教士利瑪竇參與繪製的《坤輿萬國全圖》稱西西里島為西齊里亞，並附註：「此島有二山，一常出大火，一常出煙，晝夜不絕。」
由于西西里岛在地中海商业贸易路线中占据重要地位，因此一直被认为具备重要战略意义，北大西洋公約組織（NATO）在此設有美國海軍和義大利空軍共用的大型軍用機場。西西里区域属于大希腊（古希腊殖民区）。而西塞罗曾经称锡拉库萨为古希腊中最美丽的城市。
西西里岛以及其周围属義大利岛屿一起组成西西里地区，人口5,029,683人。其首府是巴勒莫（130万人口）。其它重要城市有卡塔尼亚（40万人口）、墨西拿（27万人口）、锡拉库萨（11万人口）、特拉帕尼（10万人口）、卡尔塔尼塞塔（8万人口）、阿格里真托（6万人口）和拉古萨（6万人口）等。西西里岛隔墨西拿海峡与亚平宁半岛相望。
西西里岛最高的山是埃特纳火山（3,323米），它也是欧洲最大、最活跃的火山。墨西拿北部的斯特龙博利岛上的斯特龙博利火山也是一座活火山。

## 語言
大多数西西里人使用西西里語，有时被視為義大利語的方言。少数人说阿尔巴尼亚语或希腊语。

## 行政区划
行政上西西里划分为九个省份，省份的名字与首府名字相同。四周的一些小岛也分别是西西里各省的一部分：埃奥利群岛（墨西拿省）、乌斯蒂卡岛（巴勒莫省）、埃加迪群岛（特拉帕尼省）、潘泰萊里亞岛（特拉帕尼省）和佩拉杰群岛（阿格里真托省）。
2015年西西里大区的行政改革后，九个省级单位中三个改为广域市，其余六个则改为自由市镇联合体。
| 省级单位       | 面积 (km2) | 人口数量  | 人口密度 (每平方公里) | 市镇数量 |
| -------------- | ---------- | --------- | --------------------- | -------- |
| 阿格里真托省   | 3,042      | 453,594   | 149.1                 | 43       |
| 卡爾塔尼塞塔省 | 2,128      | 271,168   | 127.4                 | 22       |
| 卡塔尼亞廣域市 | 3,552      | 1,090,620 | 307.0                 | 58       |
| 恩納省         | 2,562      | 172,159   | 67.2                  | 20       |
| 墨西拿廣域市   | 3,247      | 652,742   | 201.0                 | 108      |
| 巴勒莫廣域市   | 4,992      | 1,249,744 | 250.3                 | 82       |
| 拉古薩省       | 1,614      | 318,980   | 197.6                 | 12       |
| 錫拉庫薩省     | 2,109      | 403,559   | 191.3                 | 21       |
| 特拉帕尼省     | 2,460      | 436,240   | 177.3                 | 25       |

## 地理

西西里岛

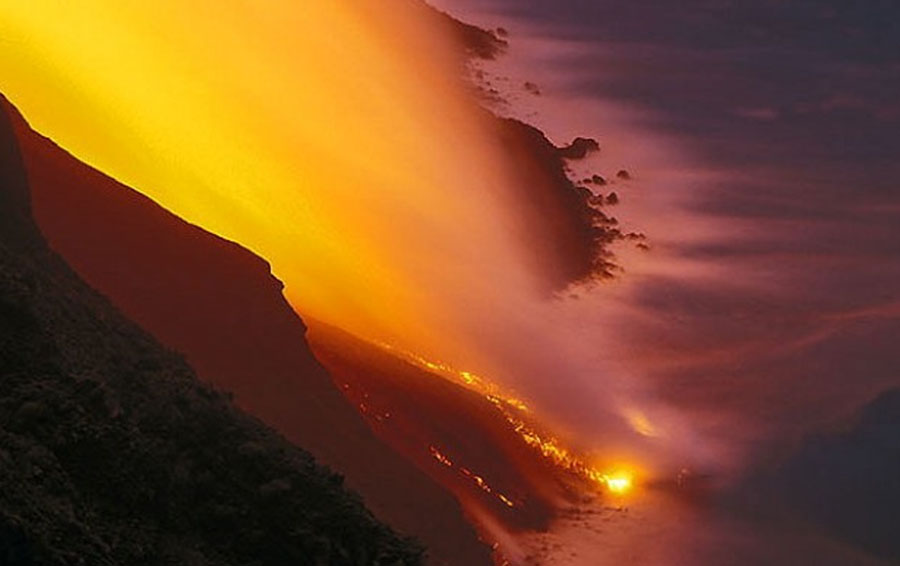
斯通波利火山, 埃奥利群岛

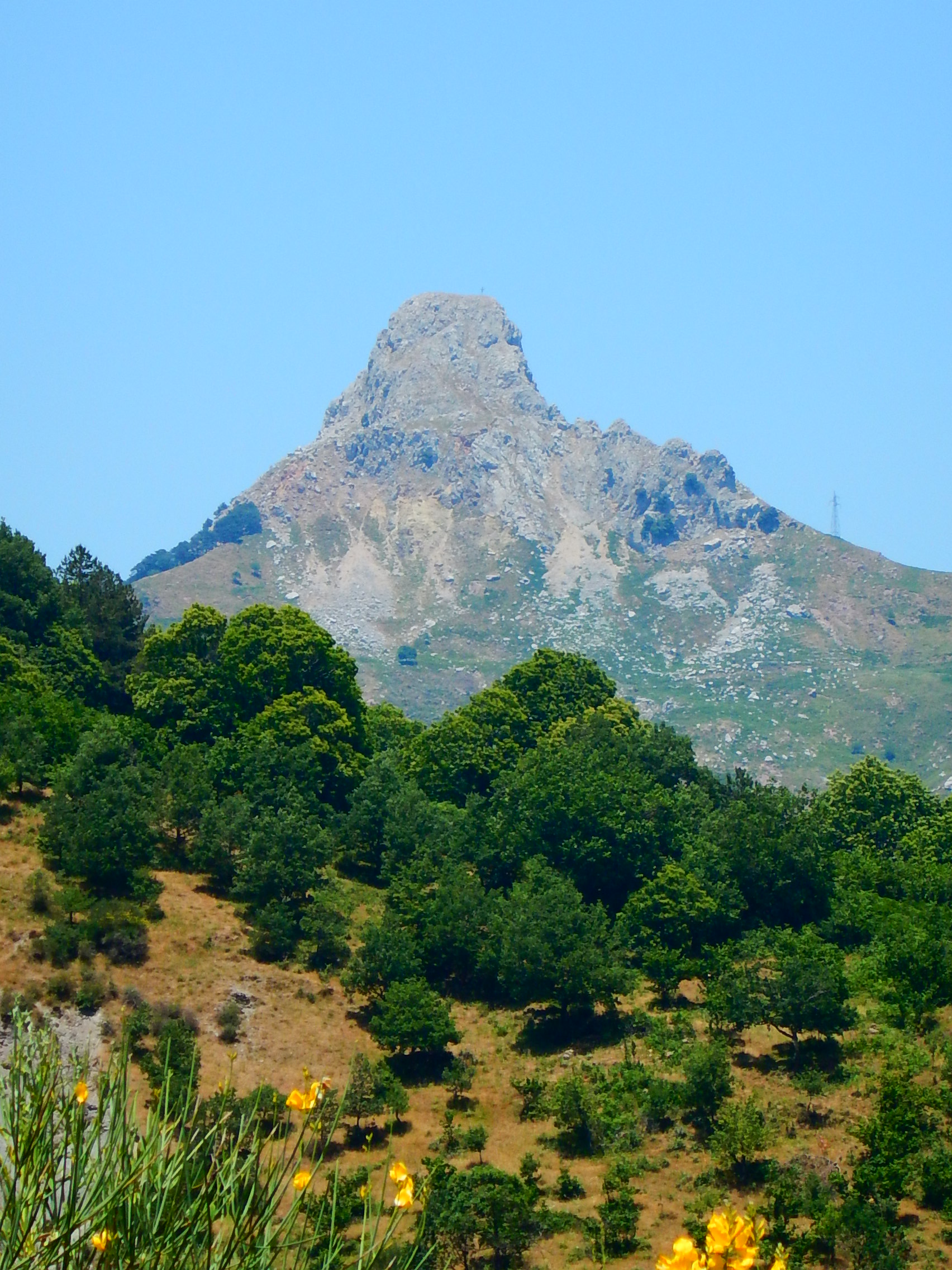
Rocca di Novara，丰达凯利-凡蒂纳

西西里是一個三角形的島嶼，它的另外一個名稱“Trinacria”（特里纳基亚岛）即來自希臘語“treis”（三）和“akra”（角）。東部與卡拉布利亞隔墨西拿海峽相望。海岸線長1,484（922英里），總面積為25,711平方（9,927平方英里），如果算上行政區劃內也屬於西西里島的周邊小島嶼，面積則為27,708平方（10,698平方英里）。
西西里島多丘陵，大部分地區都得到了開發。島北部的馬多涅山脈（2,000（6,600英尺））、內布羅迪山脈（1,800（5,900英尺））和佩洛里塔尼山脈（1,300（4,300英尺））可以看做是大陸上亞平寧山脈的延續。東海岸的山脈則主要是埃特納火山。東南方則有亥布拉山脈（1,000（3,300英尺））。

### 氣候
西西里島是典型的地中海型氣候。冬季溫暖潮濕，而夏季則乾燥炎熱。沿海地區，尤其是西南方的部分，氣候也受到非洲大陸影響所以夏天更為酷熱。最高温可达48.0 °C（118.4 °F）。第勒尼安海沿岸及一般內陸區域的溫度則較低，冬季也較冷且降雨更多。埃特納火山則屬於高地氣候。夏季西西里的南風（lo scirocco）也不少見，多半來自撒哈拉沙漠。由於降雨稀少，有些省會出現間歇性的水源短缺。

## 经济
农业：小麦、玉米、橄榄、葡萄酒和水果；工业：汽车工业；旅游业；意法半導體電腦晶圓廠。

## 交通

### 港口
西西里島有大大小小126個港口，通向地中海及一些遠洋目的地。主要的港口城市有巴勒莫、卡塔尼亚、墨西拿、特拉帕尼、奥古斯塔和杰拉等。

### 機場
巴勒莫、卡塔尼亞、特拉帕尼

### 鐵路
西西里島與意大利半島通火車，通行方式為火車開上渡輪再到墨西拿卸下車廂。

## 历史
西西里岛的历史可以追溯到公元前三萬年至公元前二万年，当时的先民在岛上聚居并留下了精美的岩画。

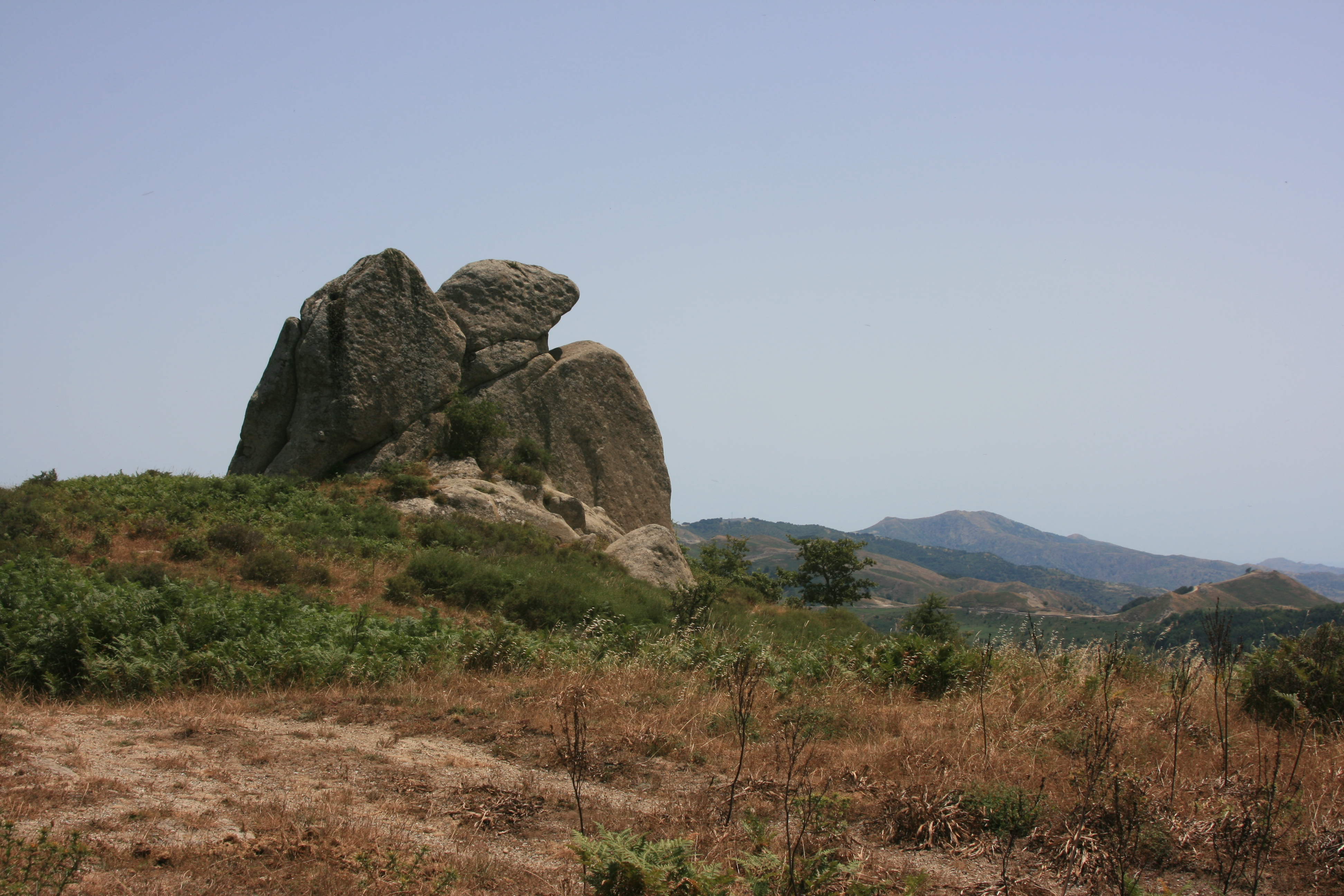
巨石文化 Argimusco, 真鵰屬

  公元前8世纪，希腊人开始来到西西里岛。前550年至前450年，迦太基占领了西西里岛西部。希腊人在岛上建立了大希臘的殖民地。前415年至前413年，锡拉库萨战胜了雅典。

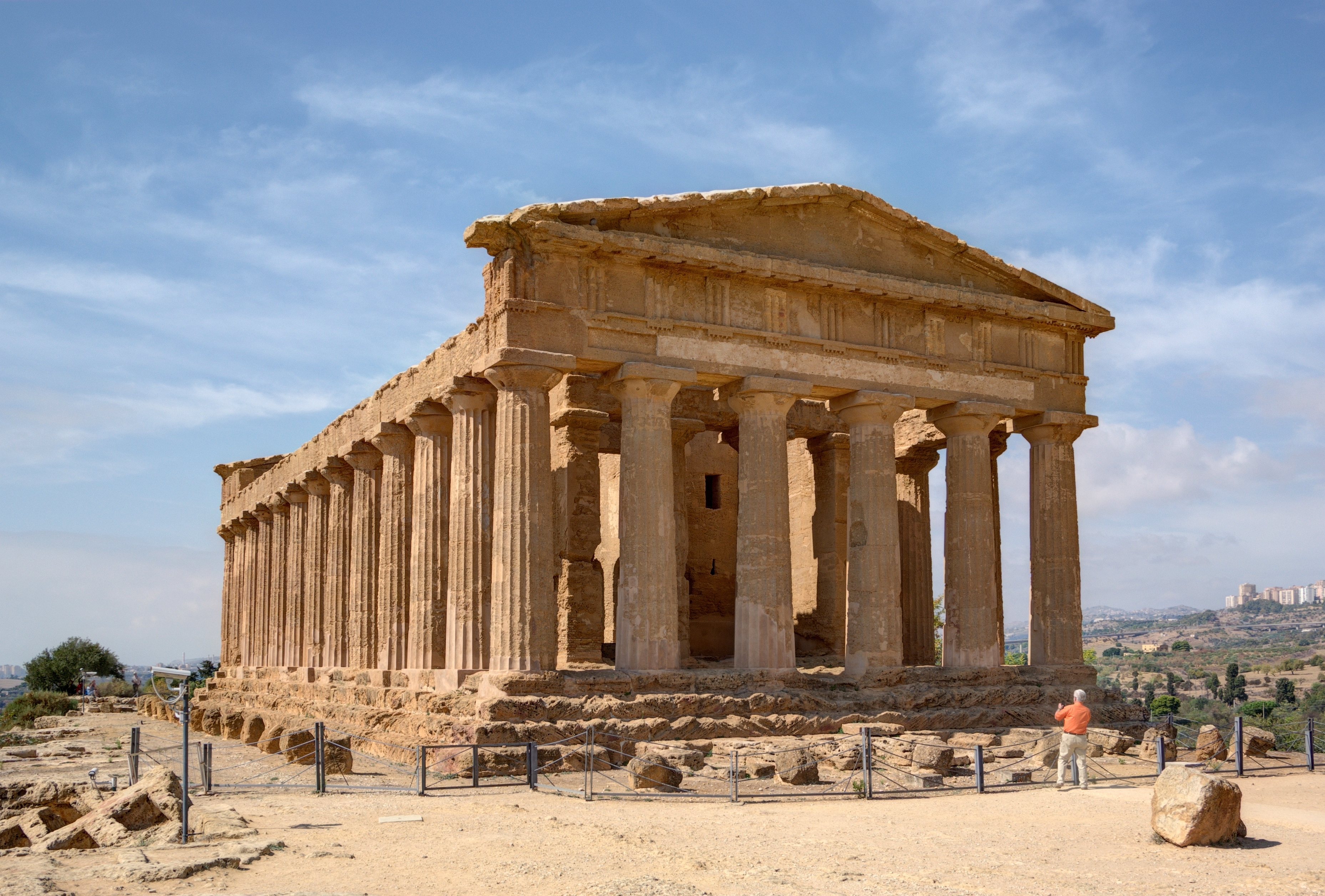
古希臘神廟, 阿格里真托

前264年至前241年，第一次布匿战争爆发，罗马战胜迦太基，占领了西西里岛西部。

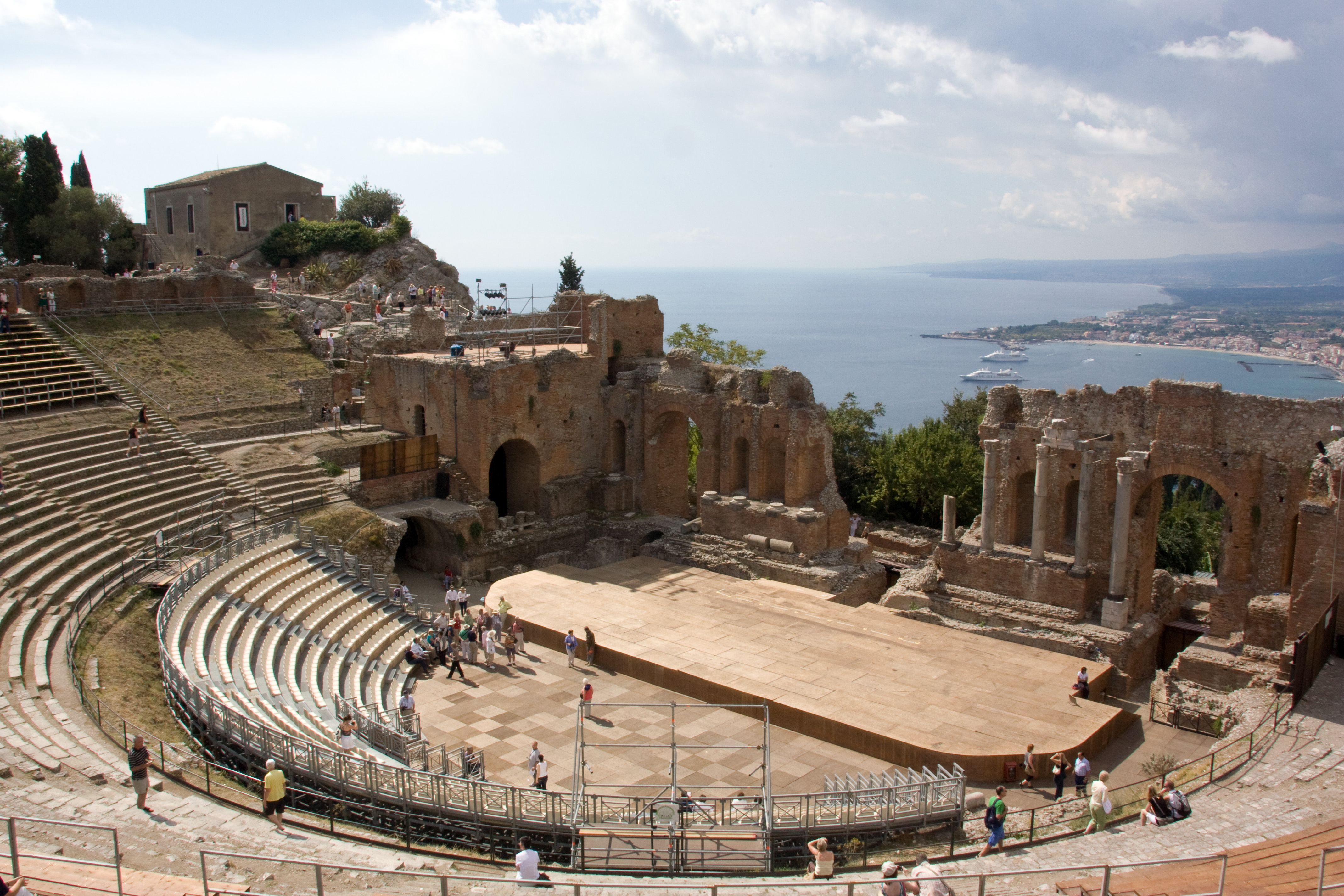
羅馬劇場, 陶尔米纳

  前227年，罗马在西西里岛西部建立了第一个罗马的省。之后，在第二次布匿战争（前218年至前201年）中，西西里岛完全被罗马占领。罗马统治时期，岛上爆发了两次大规模的奴隶起义：前136年至前132年的第一次西西里奴隶起义和前104年至前101年的第二次西西里奴隶起义。

西罗马帝国灭亡后，汪达人于440年来到西西里岛。

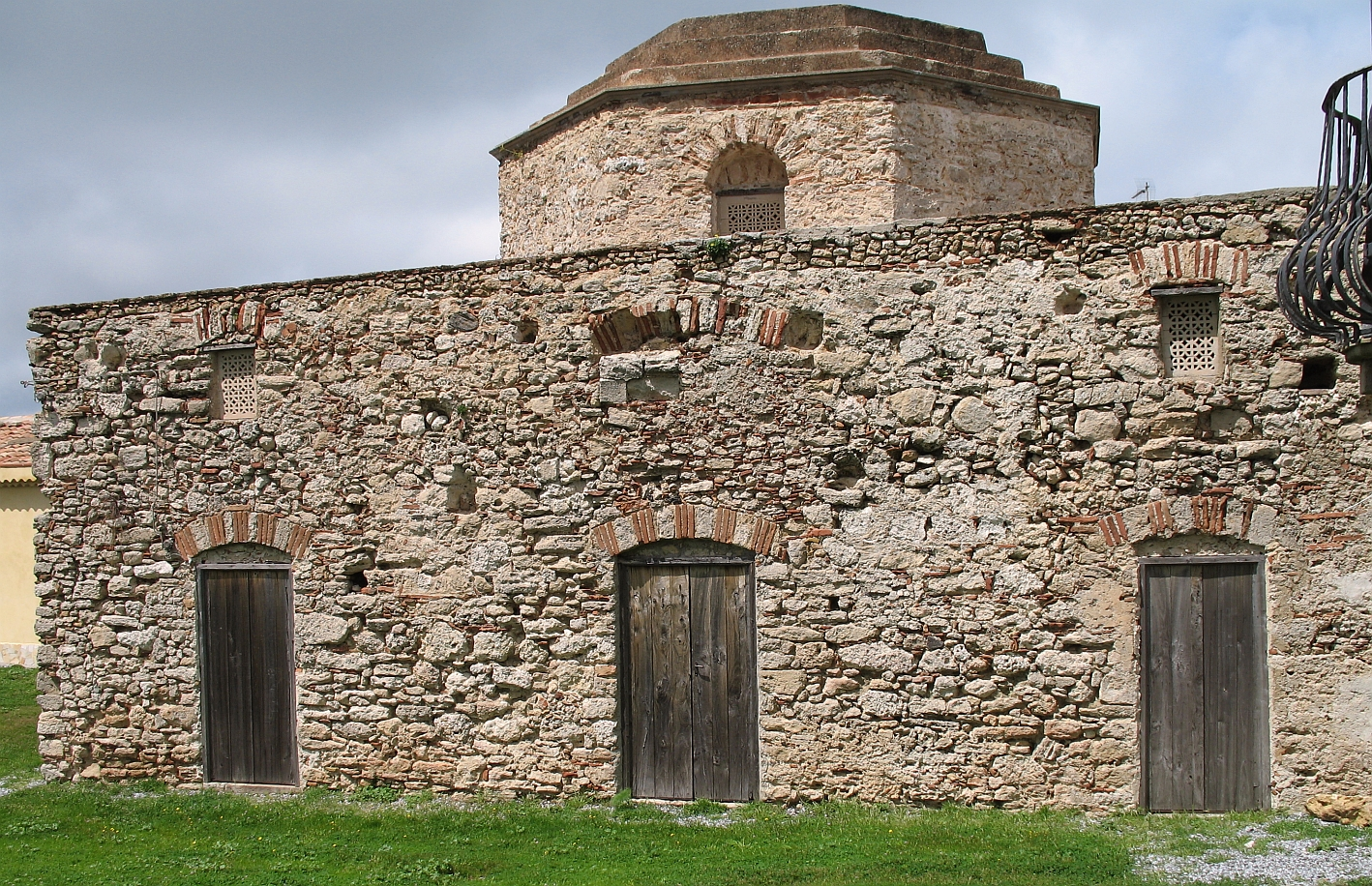
教堂 拜占庭帝国, 罗梅塔

  535年，拜占庭占领了西西里岛。

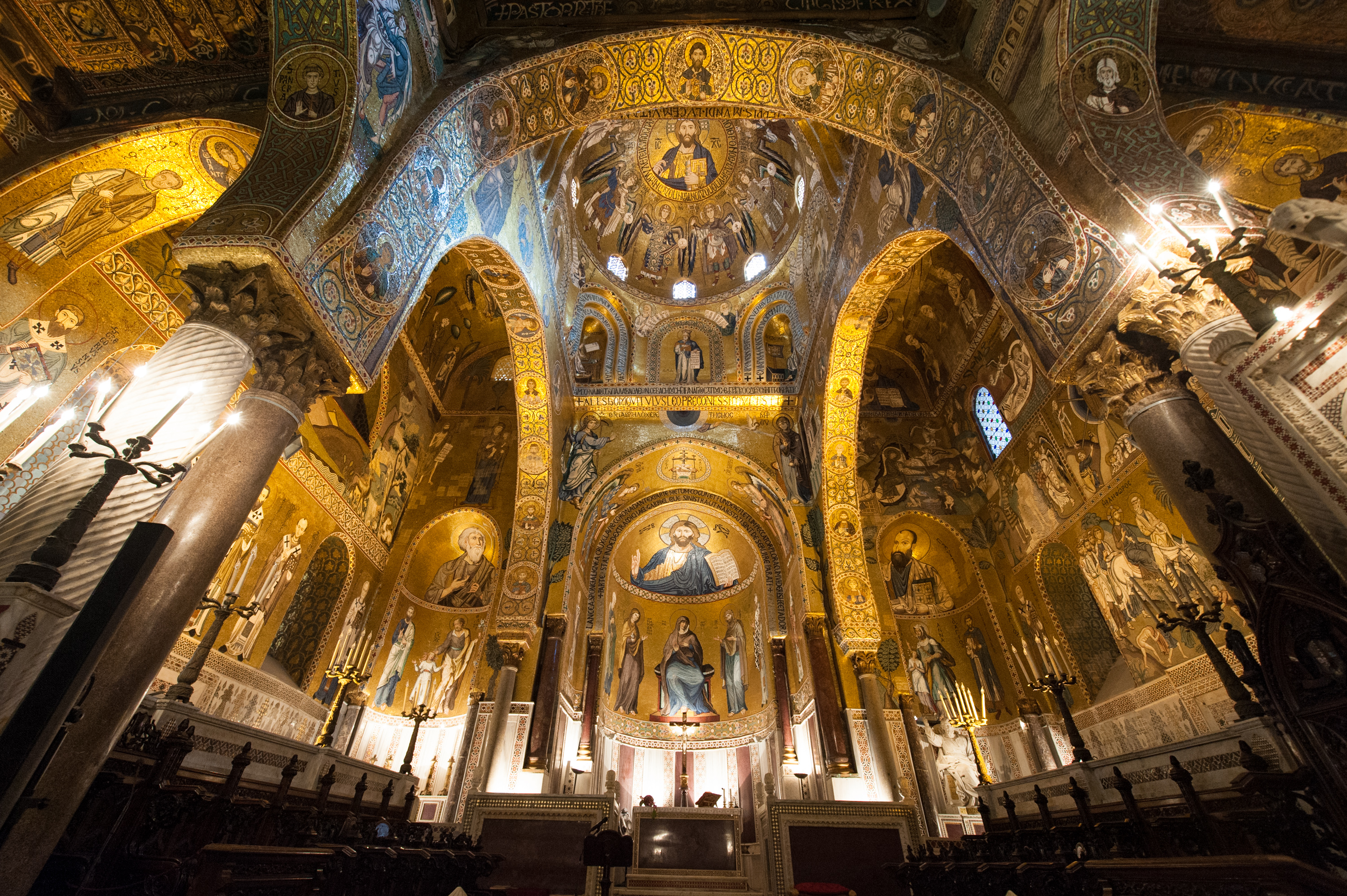
蒙雷阿莱主教座堂

 827年，阿拉伯人开始入侵西西里岛，并于902年建立了西西里埃米爾國，最终在965年占领了整个岛屿。

1061年，诺曼人来到西西里岛。

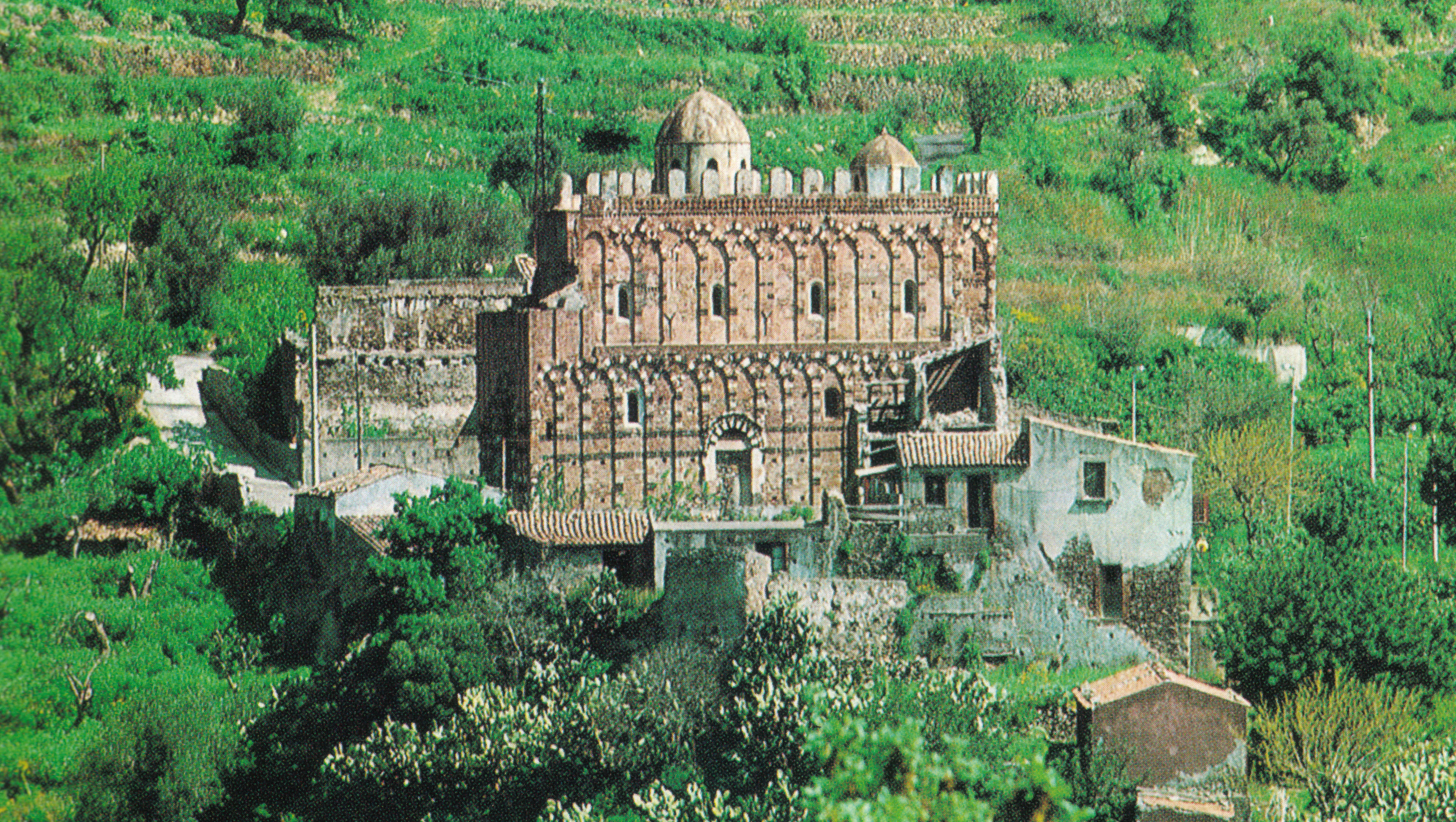
教堂 san Pietro e Paolo d'Agrò, 卡萨尔韦基奥-锡库洛

  1091年，诺曼人开始统治西西里岛，并于1139年建立了西西里王國。

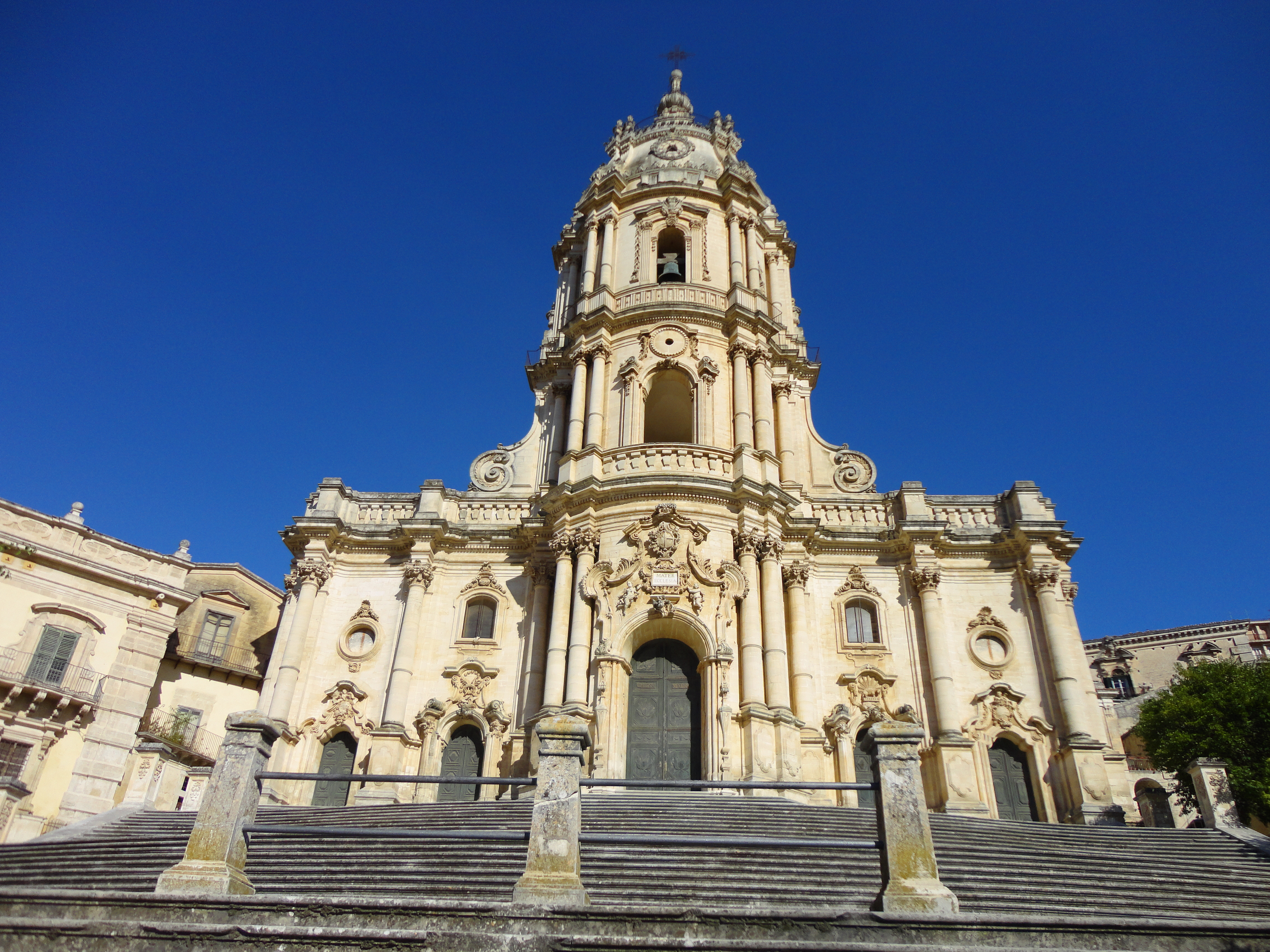
教堂 San Giorgio, 西西里巴洛克, 莫迪卡

  之后，西西里岛的统治权先后落入神圣罗马帝国的霍亨斯陶芬王朝（1194年）、安茹王朝（1265年）和阿拉贡（1282年）手中。
1412年，西西里岛被西班牙统治。 1713年，萨伏依王朝控制了西西里岛。1720年，奥地利取得了西西里岛的统治权，但在1735年，西西里岛又重新回到西班牙手中。1816年，波旁王朝建立了兩西西里王國，西西里岛成为其中的一部分。随着意大利統一运动的兴起，西西里岛于1861年3月14日并入意大利王国。二战期间，1943年7月10日，盟军发动了西西里島登陸戰役。1946年5月15日，西西里岛获得自治权。1946年6月18日，意大利共和国建立。
20世纪后期，西西里岛的黑手党问题日益严重。1982年，巴勒莫总督卡洛·阿尔贝托·达拉基耶萨被谋杀，引发了人们对黑手党的关注。1983年，被引渡回意大利的前黑手党头目多瑪索·布西達成为悔改者，开始与警方合作。1986年，意大利政府对黑手党组织“我们的事业”的成员进行了大规模的审判。1992年，审理黑手党案件的法官乔瓦尼·法尔科内和保罗·博尔塞利诺被谋杀。2006年4月11日，意大利警方抓获了潜逃40多年的黑手党头目贝尔纳多·普罗文扎诺。

## 文化

### 民俗
- 西西里木偶剧
- 西西里花车(Carretto Siciliano)

### 教育
- 卡塔尼亚大学
- 巴勒莫大学
- 巴勒莫音乐学院
- 巴勒莫美术学院